# ハロウィン音楽祭
『ハロウィン音楽祭』（ハロウィンおんがくさい）は、TBS系列で毎年10月下旬（秋）に生放送した大型音楽番組である。2017年には『COUNT DOWN TV』のスペシャル版としての扱いで放送した。

## 概要
番組タイトル通り、豪華な出演アーティストがハロウィン仕様にオリジナル衣装やキャラクターに仮装してヒット曲を披露したり、VTR企画・トーク・普段見られないスペシャル企画を展開する音楽番組である。
出演アーティストのみならず、司会者・番組スタッフも仮装している。
但し、出演アーティストで新曲を披露する際は仮装はせずにその楽曲の衣装で披露する。2018年以降は放送されていないので、事実上2年間のみ放送された。

## 各年の放送内容

### 第1回（2016年）
- 放送タイトル：『ハロウィン音楽祭2016』
- 放送日時：2016年10月31日（月曜日）19:00 - 22:54
- 司会：及川光博・Dream Ami
- ハロウィン・マエストロ：葉加瀬太郎
- 進行：高島彩（フリーアナウンサー）
- 中継アナウンサー：笹川友里（TBSテレビアナウンサー）

### 第2回（2017年）
- 放送タイトル：『CDTVスペシャル! ハロウィン音楽祭2017』
- 放送日時：2017年10月25日（水曜日）19:00 - 22:54
- 司会：安住紳一郎（TBSテレビアナウンサー）
- ものまねホームパーティー進行：江藤愛（TBSテレビアナウンサー）

## スタッフ
第1回（2016年）
- ナレーター：バッキー木場
- 構成：丸山正和、吉田正次、あだち昌也、松本智子/野村正浩
- TM：小澤義春
- TD：中野啓、森哲郎
- VE：鈴木昭平
- カメラ：小笠原朋樹
- 音声：森和哉、相馬敦
- 照明：清水朝彦、中川清志
- 美術プロデューサー：中江大志
- 美術デザイナー：木村真梨子、橘野永、石井エリザベス玲子
- 美術制作：半田裕記、鈴木康裕、宗次宏光
- 装置：正代俊明、森田正樹
- 操作：牧ケ谷純二、山本晃靖
- 電飾：森田光俊、西田和正
- メカシステム：濱口利行
- 特殊装置：高橋出
- アクリル装飾：古川明音、青木剛
- 幕装飾：宮崎昭雄
- 装飾：深山健太郎
- 花装飾：儀同博子
- 特殊効果：星野達哉
- 衣裳：原口恵里、渥美智恵
- レーザー：本田祐介
- 持道具：中村理子
- 楽器：小室洋平
- ヘアメイク：澤田梨沙
- CGプロデューサー：松原貴明
- CGデザイナー：團野慎太郎、松山真浩、山口大樹、佐々木智也
- スタジオバーチャルCG：八木真一郎、日浦康之
- テロップ：中島祥太
- 歌詞テロップ：佐藤洋子
- 音響効果：大内藤夫、加藤博紀
- 音楽協力：大嵜藤子
- 編集：岩原大介
- MA：湯浅絵理奈、池亀淳一
- 編成：岸田大輔、中島啓介
- 番組宣伝：塩川篤史
- Web／Twitter：松尾智和
- 技術協力：エヌ・エス・ティー、TAMCO、ティエルシー、TBSテックス、東通、ライジング
- 制作協力：シークマン、クラリシオン、ファルコン、ボトム
- TK：長谷川道子
- デスク：江畑亜矢子
- MP：古谷英一
- 総合演出：深谷俊介
- 担当プロデューサー：服部英司、志賀大士
- プロデューサー：谷澤美和、時松隆吉
- エグゼクティブプロデューサー：大木真太郎
- 製作著作：TBS

第2回（2017年）
- 構成：野村正浩、美濃部達宏、ビル坂恵、谷口マサヒト/ひぐちひろき、加藤智久、いまぷくけんじ
- リサーチ：村山由紀子、谷岡千江里
- ナレーター：小谷直子
- TM：山下直
- TD：中野啓、山根卓也
- VE：宮本民雄、青木智奈未
- カメラ：小笠原朋樹、井原公二
- 音声：相馬敦、池田千廣、稲津貴之
- PA：鈴木紀浩、小暮倫見
- 照明：清水朝彦、木戸昭彦
- ムービング：根岸朋之、松田峻
- 美術プロデューサー：中西忠司
- 美術デザイナー：木村真梨子、エリザベス（石井エリザベス玲子）
- 美術制作：半田裕記、鈴木康裕
- 装置：正代俊明、坂本進
- 操作：牧ケ谷純二、横地碧
- 電飾：森田光俊、西田和正、中野隆志
- メカシステム：濱口利行
- 特殊装置：高橋出
- 植木装飾：儀同博子、藤田国康
- アクリル装飾：森美男
- 装飾：深山健太郎
- バルーン装飾：野村俊博
- 特殊効果：星野達哉
- 衣裳：原口恵里
- 持道具：下岸美香
- 楽器：小室洋平
- ヘアメイク：澤田梨沙
- CGプロデューサー：團野慎太郎
- CGデザイナー：山口大樹、松山真浩、梅沢智仁
- テロップ：奥田光隆
- 歌詞テロップ：久保翔子
- 音響効果：大内藤夫、阿部宰
- 音楽協力：大嵜藤子
- 編集：水澤望
- MA：並木丈治
- 編成：辻有一、中島啓介
- 番組宣伝：塩川篤史、山岸信良、國井応期
- 技術協力：東通、TBSテックス、エヌ・エス・ティー、TAMCO、ティ・エル・シー、ラ・ルーチェ、RISING
- 協力：テアトルアカデミー
- カラオケ音源協力：DAM、第一興商
- 制作協力：シークマン、クラリシオン、ファルコン、ボトム
- TK：長谷川道子
- デスク：江畑亜矢子
- MP：古谷英一
- AD：米重絵理、橘信吾、青木俊二、久米慶一郎、新井仙照、森田睦美
- AP：サード吉田、遠藤英里/久松理絵、上田彩、白山真穂、佐藤誠子
- ディレクター：赤阪千明、小野塚英明、梶浦裕人、伊藤大輔、伊藤大基、前澤位江、早川康弘、池田千春、石井日出子、江口聡昭、土屋佳弘、米澤孝祐、古賀輝彦、八重垣諭
- 演出：伊藤秀人
- 総合演出：深谷俊介
- 担当プロデューサー：志賀大士、安永洋平
- プロデューサー：高宮望、時松隆吉
- エグゼクティブプロデューサー：大木真太郎
- 製作著作：TBS